# Maurício Rua
Maurício Milani «Shogun» Rua (Curitiba, 25 de noviembre de 1981) es un artista marcial mixto brasileño retirado que compitió en la categoría de peso semipesado en PRIDE Fighting Championships y Ultimate Fighting Championship. Rua es el ex campeón de peso semipesado de UFC y ganador del Grand Prix de PRIDE de Peso Medio de 2005.

## Carrera en artes marciales mixtas

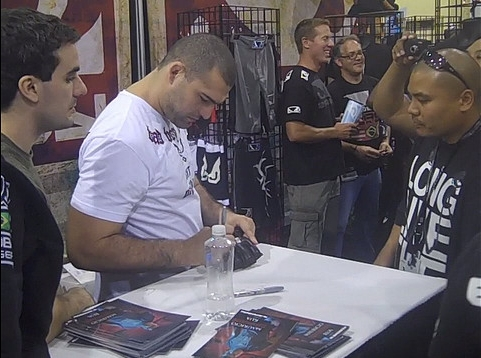
Rua en la UFC 100 Fan Expo

### Ultimate Fighting Championship
Rua debutó en UFC contra el ganador del The Ultimate Fighter 1 Forrest Griffin el 22 de septiembre de 2007 en UFC 76. Rua perdió la pelea por sumisión en la tercera ronda.
El 17 de enero de 2009 en UFC 93, Rua se enfrentó al Salón de la Fama de UFC Mark Coleman. Rua ganó la pelea por nocaut técnico en la tercera ronda. Tras el evento, ambos peleadores ganaron el premio a la Pelea de la Noche.
El 18 de abril de 2009, Rua se enfrentó a Chuck Liddell en UFC 97. Rua ganó la pelea por nocaut técnico en la primera ronda. Tras el evento, Rua ganó su primer premio al KO de la Noche.
Rua se enfrentó a Lyoto Machida por el campeonato de peso semipesado el 24 de octubre de 2009 en UFC 104. Rua perdió la pelea por decisión unánime.

#### Campeonato de Peso Semipesado
La revancha con Machida tuvo lugar el 8 de mayo de 2010 en UFC 113. Rua ganó la pelea por nocaut en la primera ronda, ganando así el campeonato. Tras el evento, Rua ganó su segundo premio al KO de la Noche y el premio al mejor KO del Año de 2010.
Rua tendría su primera defensa del título contra Jon Jones el 19 de marzo de 2011 en UFC 128. Rua perdió la pelea por nocaut técnico en la tercera ronda, tras haber sido dominado todo el combate.

#### Después del título
Rua tuvo su revancha con Forrest Griffin el 27 de agosto de 2011 en UFC 134 en Brasil. Rua ganó la pelea por nocaut en la primera ronda.
El 19 de noviembre de 2011, Rua se enfrentó a Dan Henderson en UFC 139. Rua perdió la pelea por decisión unánime. Tras el evento, ambos peleadores obtuvieron el premio a la Pelea de la Noche, siendo finalmente la Pelea del Año de 2011, y una de las mejores peleas de la historia de la UFC, así como de las artes marciales mixtas.
El 4 de agosto de 2012, Rua se enfrentó a Brandon Vera en UFC on Fox 4. Rua ganó la pelea por nocaut técnico en la cuarta ronda.
Rua se enfrentó a Alexander Gustafsson el 8 de diciembre de 2012 en UFC on Fox 5. Rua perdió la pelea por decisión unánime.
El 17 de agosto de 2013, Rua se enfrentó a Chael Sonnen en UFC Fight Night 26. Sonnen derrotó a Rua por sumisión en la primera ronda.
Rua se enfrentó a James Te-Huna el 7 de diciembre de 2013 en UFC Fight Night 33. Rua derrotó a Te-Huna por nocaut en la primera ronda, ganando así el premio al KO de la Noche.
Rua se enfrentó a Dan Henderson el 23 de marzo de 2014 en UFC Fight Night 38. Rua perdió la pelea por nocaut técnico en la tercera ronda. Tras el evento, ambos peleadores ganaron el premio a la Pelea de la Noche.
El 8 de noviembre de 2014, Rua se enfrentó a Ovince St. Preux en UFC Fight Night 56. Rua perdió la pelea por nocaut técnico en 34 segundos.
El 1 de agosto de 2015, Rua se enfrentó a Antônio Rogério Nogueira en UFC 190. Rua ganó la pelea por decisión unánime. Tras el evento, ambos peleadores ganaron el premio a la Pelea de la Noche.
Rua se enfrentó a Corey Anderson el 14 de mayo de 2016 en UFC 198. Rua ganó la pelea por decisión dividida.
Rua se enfrentó a Gian Villante el 11 de marzo de 2017 en UFC Fight Night 106. Ganó la pelea por TKO en la tercera ronda.
Se esperaba que Rua se enfrentara a Volkan Oezdemir el 12 de mayo de 2018 en UFC Fight Night 129. Sin embargo, se informó el 13 de abril de 2018 que Oezdemir fue retirado del evento debido a supuestos problemas de visa que cancelaron su viaje a Chile. El combate se dejó intacto y reprogramado para el 22 de julio de 2018 en UFC Fight Night 134, Sin embargo, la pelea fue cancelada una vez más después de que la UFC eligiera sacar a Oezdemir de esa pelea a favor de un enfrentamiento contra Alexander Gustafsson el mes siguiente en UFC 227. Fue reemplazado por Anthony Smith.

## Vida personal
"Shogun" tiene dos hermanos. El hermano mayor, Murilo "Ninja", el menor, Marcos "Shaolin".
El 12 de septiembre de 2007, Rua se casó con la fisioterapeuta Renata Ribeiro. La pareja tuvo su primer hijo. Una niña llamada María Eduarda, el 15 de enero de 2010.
Antes de convertirse en luchador, Rua trabajó como modelo en Brasil, escribía libros, pintaba cuadros, e incluso hacía desfiles de moda para marcas. Más tarde declaró en inglés, "El primer trabajo es la lucha, y el segundo es ser modelo".
Debido a su gran amistad con Wanderlei Silva y por supuesto con su propio hermano, Rua ha declarado que esas son las únicas dos personas con las que nunca pelearía.
Maurício es de origen italo-portugués.
Es miembro del salón de la fama de la UFC desde el 4 de mayo de 2024

## Campeonatos y logros
- PRIDE Fighting Championships
  - PRIDE Grand Prix de Peso Medio 2005 (Campeón)

- Ultimate Fighting Championship
  - Campeón de Peso Semipesado de UFC (Una vez)
  - Pelea de la Noche (Cuatro veces)
  - KO de la Noche (Tres veces)
  - Único hombre en la historia de UFC en derrotar a dos miembros del Salón de la Fama de UFC de forma consecutiva

- World MMA Awards
  - KO del Año (2010) vs. Lyoto Machida el 8 de mayo[20]
  - Pelea del Año (2011) vs. Dan Henderson el 19 de noviembre

- Sherdog
  - Peleador del Año (2005)[21]
  - Pelea del Año (2005) vs. Antônio Rogério Nogueira el 26 de junio[21]
  - Peleador de Regreso del Año (2009)[22]

- MMAValor.com
  - KO del Año (2013) vs. James Te-Huna el 7 de diciembre[23]

- Wrestling Observer Newsletter
  - Pelea del Año (2011) vs. Dan Henderson el 19 de noviembre[24]

## Registro en artes marciales mixtas
| Resultado | Récord  | Oponente                 | Método                            | Evento                                  | Fecha                    | Ronda | Tiempo | Localización            | Notas                                                                            |
| --------- | ------- | ------------------------ | --------------------------------- | --------------------------------------- | ------------------------ | ----- | ------ | ----------------------- | -------------------------------------------------------------------------------- |
| Derrota   | 27-14-1 | Ihor Potieria            | TKO (golpes)                      | UFC 283                                 | 21 de enero de 2023      | 1     | 4:05   | Río de Janeiro          |                                                                                  |
| Derrota   | 27-13-1 | Ovince Saint Preux       | Decisión (dividida)               | UFC 274                                 | 7 de mayo de 2022        | 3     | 5:00   | Phoenix, Arizona        |                                                                                  |
| Derrota   | 27–12–1 | Paul Craig               | TKO (sumisión a golpes)           | UFC 255                                 | 21 de noviembre de 2020  | 2     | 3:36   | Las Vegas, Nevada       |                                                                                  |
| Victoria  | 27–11–1 | Antônio Rogério Nogueira | Decisión (dividida)               | UFC on ESPN: Whittaker vs. Till         | 26 de julio de 2020      | 3     | 5:00   | Abu Dabi                |                                                                                  |
| Empate    | 26–11–1 | Paul Craig               | Empate (Mayoritario)              | UFC Fight Night: Błachowicz vs. Jacaré  | 16 de noviembre de 2019  | 3     | 5:00   | Sao Paulo               |                                                                                  |
| Victoria  | 26–11   | Tyson Pedro              | TKO (golpes)                      | UFC Fight Night: dos Santos vs. Tuivasa | 2 de diciembre de 2018   | 3     | 0:43   | Adelaide                | Actuación de la Noche.                                                           |
| Derrota   | 25–11   | Anthony Smith            | KO (codazos y golpes)             | UFC Fight Night: Shogun vs. Smith       | 22 de julio de 2018      | 1     | 1:29   | Hamburgo                |                                                                                  |
| Victoria  | 25–10   | Gian Villante            | TKO (golpes)                      | UFC Fight Night: Belfort vs. Gastelum   | 11 de marzo de 2017      | 3     | 0:59   | Fortaleza               |                                                                                  |
| Victoria  | 24–10   | Corey Anderson           | Decisión (dividida)               | UFC 198                                 | 14 de mayo de 2016       | 3     | 5:00   | Curitiba                |                                                                                  |
| Victoria  | 23–10   | Antônio Rogério Nogueira | Decisión (unánime)                | UFC 190                                 | 1 de agosto de 2015      | 3     | 5:00   | Río de Janeiro          | Pelea de la Noche.                                                               |
| Derrota   | 22–10   | Ovince St. Preux         | TKO (golpes)                      | UFC Fight Night: Shogun vs. St. Preux   | 8 de noviembre de 2014   | 1     | 0:34   | Uberlândia              |                                                                                  |
| Derrota   | 22–9    | Dan Henderson            | TKO (golpes)                      | UFC Fight Night: Shogun vs. Henderson 2 | 23 de marzo de 2014      | 3     | 1:31   | Natal                   | Pelea de la Noche.                                                               |
| Victoria  | 22–8    | James Te-Huna            | KO (golpe)                        | UFC Fight Night: Hunt vs. Bigfoot       | 7 de diciembre de 2013   | 1     | 1:03   | Brisbane                | KO de la Noche; KO del Año (2013).                                               |
| Derrota   | 21–8    | Chael Sonnen             | Sumisión (guillotine choke)       | UFC Fight Night: Shogun vs. Sonnen      | 17 de agosto de 2013     | 1     | 4:47   | Boston, Massachusetts   |                                                                                  |
| Derrota   | 21–7    | Alexander Gustafsson     | Decisión (unánime)                | UFC on Fox: Henderson vs. Diaz          | 8 de diciembre de 2012   | 3     | 5:00   | Seattle, Washington     |                                                                                  |
| Victoria  | 21–6    | Brandon Vera             | TKO (golpes)                      | UFC on Fox: Shogun vs. Vera             | 4 de agosto de 2012      | 4     | 4:09   | Los Ángeles, California |                                                                                  |
| Derrota   | 20–6    | Dan Henderson            | Decisión (unánime)                | UFC 139                                 | 19 de noviembre de 2011  | 5     | 5:00   | San José, California    | Pelea de la Noche; Pelea del Año (2011).                                         |
| Victoria  | 20–5    | Forrest Griffin          | KO (golpes)                       | UFC 134                                 | 27 de agosto de 2011     | 1     | 1:53   | Río de Janeiro          |                                                                                  |
| Derrota   | 19–5    | Jon Jones                | TKO (golpe al cuerpo y rodillazo) | UFC 128                                 | 19 de marzo de 2011      | 3     | 2:37   | Newark, Nueva Jersey    | Perdió el Campeonato de Peso Semipesado de UFC.                                  |
| Victoria  | 19–4    | Lyoto Machida            | KO (golpes)                       | UFC 113                                 | 8 de mayo de 2010        | 1     | 3:35   | Montreal                | Ganó el Campeonato de Peso Semipesado de UFC; KO de la Noche; KO del Año (2010). |
| Derrota   | 18–4    | Lyoto Machida            | Decisión (unánime)                | UFC 104                                 | 24 de octubre de 2009    | 5     | 5:00   | Los Ángeles, California | Por el Campeonato de Peso Semipesado de UFC.                                     |
| Victoria  | 18–3    | Chuck Liddell            | TKO (golpes)                      | UFC 97                                  | 18 de abril de 2009      | 1     | 4:28   | Montreal                | KO de la Noche.                                                                  |
| Victoria  | 17–3    | Mark Coleman             | TKO (golpes)                      | UFC 93                                  | 17 de enero de 2009      | 3     | 4:36   | Dublín                  | Pelea de la Noche.                                                               |
| Derrota   | 16–3    | Forrest Griffin          | Sumisión (rear-naked choke)       | UFC 76                                  | 22 de septiembre de 2007 | 3     | 4:45   | Anaheim, California     | UFC debut.                                                                       |
| Victoria  | 16–2    | Alistair Overeem         | KO (golpes)                       | PRIDE 33                                | 24 de febrero de 2007    | 1     | 3:37   | Las Vegas, Nevada       |                                                                                  |
| Victoria  | 15–2    | Kazuhiro Nakamura        | Decisión (unánime)                | PRIDE Shockwave 2006                    | 31 de diciembre de 2006  | 3     | 5:00   | Saitama                 |                                                                                  |
| Victoria  | 14–2    | Kevin Randleman          | Sumisión (kneebar)                | PRIDE 32                                | 21 de octubre de 2006    | 1     | 2:35   | Las Vegas, Nevada       |                                                                                  |
| Victoria  | 13–2    | Cyrille Diabaté          | KO (pisotón)                      | PRIDE Final Conflict Absolute           | 10 de septiembre de 2006 | 1     | 5:29   | Saitama                 |                                                                                  |
| Derrota   | 12–2    | Mark Coleman             | TKO (brazo roto)                  | PRIDE 31                                | 26 de febrero de 2006    | 1     | 0:49   | Saitama                 |                                                                                  |
| Victoria  | 12–1    | Ricardo Arona            | KO (golpes)                       | PRIDE Final Conflict 2005               | 28 de agosto de 2005     | 1     | 2:54   | Saitama                 | PRIDE Final Conflict 2005.                                                       |
| Victoria  | 11–1    | Alistair Overeem         | TKO (golpes)                      | PRIDE Final Conflict 2005               | 28 de agosto de 2005     | 1     | 6:42   | Saitama                 | PRIDE GP 2005 (Semifinal).                                                       |
| Victoria  | 10–1    | Antônio Rogério Nogueira | Decisión (unánime)                | PRIDE Critical Countdown 2005           | 26 de junio de 2005      | 3     | 5:00   | Saitama                 | PRIDE GP 2005 (Cuartos de final); Pelea del Año (2005).                          |
| Victoria  | 9–1     | Quinton Jackson          | TKO (patadas de fútbol)           | PRIDE GP 2005                           | 23 de abril de 2005      | 1     | 4:47   | Osaka                   | PRIDE GP 2005 (Ronda de apertura).                                               |
| Victoria  | 8–1     | Hiromitsu Kanehara       | KO (patada de fútbol)             | PRIDE 29                                | 20 de febrero de 2005    | 1     | 1:40   | Saitama                 |                                                                                  |
| Victoria  | 7–1     | Yasuhito Namekawa        | KO (golpe y patadas de fútbol)    | PRIDE Bushido 5                         | 14 de octubre de 2004    | 1     | 6:02   | Osaka                   |                                                                                  |
| Victoria  | 6–1     | Akihiro Gono             | KO (patada de fútbol)             | PRIDE Bushido 2                         | 15 de febrero de 2004    | 1     | 9:04   | Kanagawa                |                                                                                  |
| Victoria  | 5–1     | Akira Shoji              | KO (golpes y pisotón)             | PRIDE Bushido 1                         | 5 de octubre de 2003     | 1     | 3:47   | Saitama                 | PRIDE debut.                                                                     |
| Derrota   | 4–1     | Renato Sobral            | Sumisión (guillotine choke)       | IFC: Global Domination                  | 6 de septiembre de 2003  | 3     | 3:07   | Denver, Colorado        |                                                                                  |
| Victoria  | 4–0     | Erik Wanderley           | KO (golpes)                       | IFC: Global Domination                  | 6 de septiembre de 2003  | 2     | 2:54   | Denver, Colorado        |                                                                                  |
| Victoria  | 3–0     | Evangelista Santos       | KO (golpes)                       | Meca World Vale Tudo 9                  | 1 de agosto de 2003      | 1     | 8:12   | Río de Janeiro          |                                                                                  |
| Victoria  | 2–0     | Angelo de Oliveira       | KO (patadas de fútbol)            | Meca World Vale Tudo 8                  | 16 de mayo de 2003       | 1     | 0:55   | Curitiba                |                                                                                  |
| Victoria  | 1–0     | Rafael Freitas           | KO (patada a la cabeza)           | Meca World Vale Tudo 7                  | 8 de noviembre de 2002   | 1     | 4:00   | Curitiba                |                                                                                  |